# North Valley
Das North Valley (englisch für Nordtal) ist ein Tal auf Bird Island im Archipel Südgeorgiens im Südatlantik. Es steigt vom Freshwater Inlet nordwärts an. Es ist mit Tussock bewachsen und wird gern von Antarktischen Seebären aufgesucht.
Das UK Antarctic Place-Names Committee benannte es 1982 deskriptiv nach seiner geografischen Lage.